# ملکه برفی (فیلم ۲۰۱۲)
«ملکه برفی» (روسی: Снежная королева) فیلمی در ژانر فانتزی و ماجرایی است که در سال ۲۰۱۲ منتشر شد. از بازیگران آن می‌توان به کرک تورنتون، ارین فیتزجرالد، و سیندی رابینسون اشاره کرد.